# Alberto Reina
Alberto Reina Campos (Chiclana de la Frontera, Cádiz, 9 de septiembre de 1997) es un futbolista español que juega como mediocampista en el Real Oviedo de la Primera División de España.

## Trayectoria
Nacido en Chiclana de la Frontera, comenzó a formarse en las categorías inferiores del Real Betis Balompié, donde acabó su etapa de juvenil en 2016. En la temporada 2016-17, firmó por el C. D. Alcalá de la Tercera División. En la 2017-18, pasó a la Agrupación Deportiva Ceuta Fútbol Club también en Tercera División.
En enero de 2019, se comprometió con la Unión Deportiva Las Palmas Atlético de la Segunda División B de España, con el que disputó ocho partidos durante la segunda vuelta de la competición. En la temporada 2019-20, con el filial canario disputó 23 partidos en el Grupo I de la Segunda División B.
En septiembre de 2020, regresó a la Agrupación Deportiva Ceuta Fútbol Club de la Tercera División, con el que lograría el ascenso a la Segunda Federación al término de la temporada 2020-21. En la temporada 2021-22, logró el ascenso a la Primera Federación, siendo pieza importante tras disputar 36 partidos en los que anotó ocho goles. En la siguiente temporada en su debut en la Primera Federación, también lo jugó casi todo con el conjunto caballa donde participó en 35 partidos de liga en los que anotó un gol y 4 partidos de Copa del Rey.
El 15 de junio de 2023, firmó por el C. D. Mirandés de la Segunda División de España por dos temporadas. En la segunda de ellas estuvo cerca de conseguir el ascenso a la Primera División, pero perdieron la final del playoff frente al Real Oviedo. Días después, se marchó a este equipo y firmó hasta junio de 2027.

## Clubes
Actualizado al último partido disputado el 21 de junio de 2025.
| Club                | País   | Año       | Part. | Goles |
| ------------------- | ------ | --------- | ----- | ----- |
| C. D. Alcalá        | España | 2016-2017 | 33    | 1     |
| A. D. Ceuta         | España | 2017-2019 | 59    | 4     |
| Las Palmas Atlético | España | 2019-2020 | 31    | 0     |
| A. D. Ceuta         | España | 2020-2023 | 101   | 13    |
| C. D. Mirandés      | España | 2023-2025 | 87    | 8     |
| Real Oviedo         | España | 2025-act. |       |       |